# Підляшецький Клеменс Адольф Васильович
Климе́нт Адольф Васи́льович Підляше́цький (7 грудня 1839, Волиця, Сяноцький округ, Королівство Галичини та Володимирії, Австрійська імперія — 21 жовтня 1912, Львів) — український галицький правник і громадський діяч, посол до палати депутатів австрійського парламенту.

## Кар'єра
Народився 7 грудня 1839 року в родині греко-католицького священика Василя Підляшецького.
Закінчив гімназію у Львові та в 1863 р. — юридичний факультет Львівського університету. З січня 1864 р. на судовій службі адвокатським стажером, а з березня 1864 р. — авскультант при земельному суді у Львові; актуарій 1867 року в Ходорівському повітовому суді (повіт Бібрка); 1868 ад'юнкт при Рогатинському повітовому суді; 1876 повітовий суддя в Надвірні; 1884 р. земельний суддя при окружному суді в Коломиї; 1893 крайовий суддя, 1895 вищий крайовий суддя у Львові. Призваний на службу в 1899 р., а з 1900 р. радник при Верховному суді у Відні. З 1905 р. на пенсії, незабаром після цього переїзд до Львова.

## Політична діяльність
Посол Державної ради у Відні 8-го скликання (1891—1897) вибраний від IV курії (сільських гмін) виборчого округу № 23 (судові повіти Коломия, Печеніжин, Гвіздець, Косів, Кути, Снятин, Заболотів). В парламенті належав до Руського клубу (з 13.4.1894 р. — заступник голови).